# CSM Unirea Slobozia (handbal feminin)
CSM Unirea Slobozia este o echipă de handbal feminin din Slobozia, România, care evoluează în Divizia A. La sfârșitul sezonului competițional 2013-2014, echipa a câștigat seria A a Diviziei A și a promovat astfel în Liga Națională. Până pe 1 iulie 2017, echipa s-a numit CSM Unirea Slobozia, dar numele a fost schimbat în HCM Slobozia după mutarea din subordinea Clubului Sportiv Municipal în cea a Asociației Handbal Club Municipal Slobozia. La sfârșitul sezonului 2017-2018, echipa a retrogradat în Divizia A. După un sezon în eșalonul secund, echipa a revenit în Liga Națională. Sezonul 2019-2020 s-a încheiat, din cauza pandemiei de coronaviroză cauzată de noul coronavirus 2019-nCoV (SARS-CoV-2), fără a se mai disputa ultimele șapte etape, cu rămânerea în vigoare a clasamentului valabil la data de 11 martie 2020, când s-a desfășurat ultimul meci, fără introducerea unor criterii finale de departajare, fără a retrograda nici o echipă și fără a se acorda titlul și medalii, astfel HCM Slobozia care a terminat pe locul 13, loc retrogradabil, a rămas în Liga Națională. În luna iunie 2020 a devenit cert că formația nu va mai putea evolua în Liga Națională din cauza bugetului insuficient. Antrenorul Gheorghe Covaciu, care a condus echipa din 20 septembrie 2017 până pe 31 mai 2020, și jucătoarele au părăsit pe rând echipa, iar autoritățile locale i-au diminuat drastic finanțarea și au decis să o mențină în Divizia A. În consecință, FRH a hotărât să înlocuiască HCM Slobozia cu echipa din Divizia A care se va clasa pe locul al IV-lea la turneul de baraj. În vara anului 2021 echipa și-a schimbat numele în CSM Unirea Slobozia deoarece a revenit în subordinea secției de handbal a clubului CSM Unirea Slobozia.
Din iulie 2021 formația a fost antrenată de Constantin Frâncu, care l-a înlocuit pe Gheorghe Irimescu. Gheorghe Covaciu a revenit la conducerea tehnică a echipei odată cu sezonul 2023-2024 iar din 2024 antrenorul echipei este Ion Ivan. CSM Unirea Slobozia joacă meciurile de pe teren propriu la Sala Sporturilor „Andreea Nica” din Slobozia, situată în incinta Stadionului Municipal.

## Sezoane recente
Conform Federației Române de Handbal:
| Sezon   | Competiție națională | Loc | Cupa României | Supercupa României | Competiție europeană | Competiție europeană |
| ------- | -------------------- | --- | ------------- | ------------------ | -------------------- | -------------------- |
| 2013-14 | DA                   | 1   |               |                    |                      |                      |
| 2014-15 | LN                   | 11  |               |                    |                      |                      |
| 2015-16 | LN                   | 11  |               |                    |                      |                      |
| 2016-17 | LN                   | 12  |               |                    |                      |                      |
| 2017-18 | LN                   | 13  |               |                    |                      |                      |
| 2018-19 | DA                   | 1   |               |                    |                      |                      |
| 2019-20 | LN                   | 13✳ |               |                    |                      |                      |
| 2020-21 | DA                   | 3   |               |                    |                      |                      |
| 2021-22 | DA                   | 2   |               |                    |                      |                      |
| 2022-23 | DA                   | 8   |               |                    |                      |                      |
| 2023-24 | DA                   | 7   |               |                    |                      |                      |

✳ Sezonul 2019-2020 al Ligii Naționale s-a încheiat, din cauza pandemiei de coronaviroză cauzată de noul coronavirus 2019-nCoV (SARS-CoV-2), fără a se mai disputa ultimele șapte etape, XX–XXVI, cu rămânerea în vigoare a clasamentului valabil la data de 11 martie 2020, când s-a desfășurat ultimul meci, fără introducerea unor criterii finale de departajare, fără a retrograda nici o echipă și fără a se acorda titlul și medalii.

## Lotul de jucătoare 2024/25
Conform presei din Slobozia:
| Portari - 01 Raluca Săndulache - 0 Marina Dumanska - 0 Cristina Vasiliță Extreme - 09 Cristina Roșu - 20 Naomi Vasile - 55 Valentina Soreanu - 0 Ioana Stanca Pivoți - 0 Daniela Marin - 0 Ioana Toader | Linia de 9m - 05 Ștefania Gheorghe - 23 Ivana Arsenievska - 29 Ana Maria Neagu - 0 Raluca Dăscălete - 0 Diana Nichitean - 0 Carmen Oprea - 0 Larisa Șerban |

## Banca tehnică și conducerea administrativă
| Nume             | Ocupație               |
| ---------------- | ---------------------- |
| Nicolae Goidea   | Director               |
| Atila Zaharia    | Organizator competitii |
| Ion Ivan         | Antrenor principal     |
| Adina Cîrligeanu | Antrenor secund        |
| Tudorel Sava     | Kinetoterapeut         |

## Marcatoare în competițiile naționale

### Cele mai bune marcatoare în Liga Națională
| Sezon               | Nume | Goluri |
| ------------------- | ---- | ------ |
|                     |      |        |
| 2014-15             |      |        |
| Raluca Dăscălete    | 151  |        |
|                     |      |        |
| 2015-16             |      |        |
| Andreea Enescu      | 196  |        |
|                     |      |        |
| 2016-17             |      |        |
| Andreea Enescu      | 135  |        |
|                     |      |        |
| 2017-18             |      |        |
| Andreea Enescu      | 110  |        |
|                     |      |        |
| 2019-20             |      |        |
| Alexandra Georgescu | 82   |        |

### Cele mai bune marcatoare în Divizia A
| Sezon             | Nume | Goluri |
| ----------------- | ---- | ------ |
|                   |      |        |
| 2020-21           |      |        |
| Ștefania Gheorghe | 60   |        |
|                   |      |        |
| 2023-24           |      |        |
| Ștefania Gheorghe | 70   |        |

### Cele mai bune marcatoare în Cupa României
| Ediție              | Nume | Goluri |
| ------------------- | ---- | ------ |
|                     |      |        |
| 2014-15             |      |        |
| Raluca Dăscălete    | 4    |        |
| Ana Maria Dragut    | 4    |        |
| Alexandra Gavrilă   | 4    |        |
|                     |      |        |
| 2015-16             |      |        |
| Mădălina Predoi     | 6    |        |
|                     |      |        |
| 2016-17             |      |        |
| Alexandra Georgescu | 6    |        |
| Andreea Pătuleanu   | 6    |        |
|                     |      |        |
| 2017-18             |      |        |
| Raluca Dăscălete    | 6    |        |
|                     |      |        |
| 2018-19             |      |        |
| Alexandra Georgescu | 27   |        |
|                     |      |        |
| 2019-20             |      |        |
| Mădălina Toma       | 13   |        |
|                     |      |        |
| 2021-22             |      |        |
| Oana Bucă           | 8    |        |
| Valentina Leuștean  | 8    |        |
|                     |      |        |
| 2022-23             |      |        |
| Ștefania Gheorghe   | 18   |        |
|                     |      |        |
| 2023-24             |      |        |
| Ștefania Gheorghe   | 11   |        |

## Foste jucătoare notabile
- Raluca Băcăoanu
- Iaroslava Burlacenko
- Ana Maria Dragut
- Andreea Enescu
- Alexandra Georgescu
- Alina Ilie
- Mădălina Ion
- Alexandra Iovănescu
- Mouna Jlezi
- Lorena Ostase
- Diana Petrescu
- Lăcrămioara Stan
- Sanja Dabevska
- Natalia Striukova

## Foști antrenori notabili
- Gheorghe Covaciu
- Dumitru Muși
- Liviu Paraschiv